# Палаццо-Адриано
Палаццо-Адриано (итал. Palazzo Adriano) — коммуна в Италии, располагается в регионе Сицилия, подчиняется административному центру Палермо.
Население составляет 2530 человек, плотность населения составляет 20 чел./км². Занимает площадь 129 км². Почтовый индекс — 90030. Телефонный код — 091.
Покровителем коммуны почитается святитель Николай Мирликийский, празднование 6 декабря.